# Borgvattnet
Borgvattnet är en bebyggelse i Borgvattnets socken i Ragunda kommun. Den ligger kring Borgvattnets kyrka invid sjön Borgsjön på mark från byn Borgsjö. Bebyggelsen var avgränsad till en småort mellan 1990 och 2020 och åter 2023.
Omedelbart väster om byn Borgsjö ligger en by som kallas Skallsjön men som officiellt heter Borgvattnet. Trots namnet har den ingen direkt koppling till bebyggelsen Borgvattnet kring kyrkan. Att den kallas Skallsjön beror på läget invid sjön Stor-Skallsjön, men det officiella namnet Borgvattnet är mer gåtfullt. Byarna Borgsjö och Borgvattnet skattlades på 1700-talet. Möjligen har bägge av någon orsak fått namn efter Borgsjön, som i äldre tid också kallades Borgvattnet.

## Befolkningsutveckling
| Befolkningsutvecklingen i Borgvattnet 1960–2015                  | Befolkningsutvecklingen i Borgvattnet 1960–2015 | Befolkningsutvecklingen i Borgvattnet 1960–2015 | Befolkningsutvecklingen i Borgvattnet 1960–2015 | Befolkningsutvecklingen i Borgvattnet 1960–2015 |
| ---------------------------------------------------------------- | ----------------------------------------------- | ----------------------------------------------- | ----------------------------------------------- | ----------------------------------------------- |
|                                                                  |                                                 |                                                 |                                                 |                                                 |
| År                                                               |                                                 |                                                 | Folkmängd                                       | Areal (ha)                                      |
| 1960                                                             | 1960                                            |                                                 | 171                                             | ¤                                               |
| 1990                                                             | 1990                                            |                                                 | 73                                              | 29#                                             |
| 1995                                                             | 1995                                            |                                                 | 61                                              | 31#                                             |
| 2000                                                             | 2000                                            |                                                 | 79                                              | 31#                                             |
| 2005                                                             | 2005                                            |                                                 | 69                                              | 30#                                             |
| 2010                                                             | 2010                                            |                                                 | 54                                              | 30#                                             |
| 2015                                                             | 2015                                            |                                                 | 60                                              | 44#                                             |
| Anm.: ¤ Som tätortsbebyggelse med 150-199 invånare # Som småort. |                                                 |                                                 |                                                 |                                                 |

## Spökerier i Borgvattnets prästgård
Den förste allmänt kände prästen var komministern Erik Lindgren, som började bli omskriven angående spökerierna i prästgården från och med 1947. Lindgren var också författare till flera bygdespel, det mest kända är Vestvattentjuven (1951), som spelades många somrar med Halvar Björk i huvudrollen.
Den andre riksbekante prästen var Tore Forslund, som tjänstgjorde i början av 1980-talet som komminister i Borgvattnets församling. Han erbjöd ortsbefolkningen att driva ut de osaliga andar som sades härja i den gamla prästgården, vilket gjorde att han snabbt blev rikskänd som "Spökprästen från Borgvattnet". Forslund gick emot de "ockulta" företeelser som fanns i byn, och sålde bland annat miniänglar och minidjävlar i byns lokala affär. Missnöjd med att inte få bemöta de anklagelser som domkapitlet hade emot honom lämnade han Svenska kyrkan 1981.
Byns store marknadsförare i media, från 1950-talet fram till sin död, var handlaren Erik Brännholm (1911–1996). Han köpte prästgården 1970, och gjorde om den till hotell. De som klarar av att sova över på den gamla prästgården får ett övernattningsbevis i form av ett diplom. 
Borgvattnets prästgård har blivit omnämnd som ett av världens mest hemsökta hus, och anses alltjämt vara Sveriges mest hemsökta hus.

## Personer med anknytning till orten
- Halvar Björk (1928–2000), skådespelare
- Aron Julius Wedin (1876–1940), byggmästare och liberal politiker
- Nina Hemmingsson (född 1971), serieskapare samt skämt- och satirtecknare

## Filmer
- Psalm 21 (2010), en skräckfilm som utspelar sig i Borgvattnet